# Ad interim
La frase en llatí ad interim (en forma abreujada. Ad int., literalment «en el temps entre») significa «mentrestant» o «temporal».
L'abreviatura a.i. s'utilitza en els títols laborals. Per exemple. Director d'Operacions, i.a.

## Ús
S'utilitza per indicar que una funció o tasca és provisionalment assumida per algú a l'espera que se li encarregui a qui realment ha d'assumir-la.
Un funcionari diplomàtic que actua en lloc d'un ambaixador es diu Encarregat de negocis ad interim.
D'aquest vocable deriven els termes interí i les seves variants.

## Exemples
Exemples en la literatura clàssica: